# Acho que Meu Filho É Gay
Acho que Meu Filho É Gay (うちの息子はたぶんゲイ, Uchi no Musuko wa Tabun Gei) é uma série de mangá japonesa escrita e ilustrada por Okura. A série foi inicialmente serializada no Twitter de novembro de 2018 a dezembro de 2022. Em agosto de 2019 foi iniciado uma serialização no website Gangan Pixiv. Seus capítulos foram compilados em 5 volumes tankōbon.

## Enredo
O mangá segue a história de Tomoko Aoyama e seu filho mais velho, Hiroki. Hiroki é secretamente gay, mas se sente constrangido em revelar sua sexualidade, sem saber que sua própria mãe já está ciente disso. Enquanto Tomoko aceita seu filho e o apoia, ela se recusa a expor a orientação sexual dele, desejando que Hiroki mesmo admita sua sexualidade por vontade própria. Outros personagens secundários incluem Yuri, o filho mais novo de Tomoko e irmão de Hiroki, que, apesar de não ter interesse em romance, atrai a atenção de muitas garotas e também está ciente da sexualidade de seu irmão. Akiyoshi, marido de Tomoko e pai dos garotos, está constantemente viajando a trabalho, ama seus filhos, mas às vezes fere inadvertidamente os sentimentos de Hiroki devido às suas visões negativas e desatualizadas sobre a homossexualidade. Daigo, colega de classe de Hiroki e sua paixão secreta, e Asumi, amiga de infância de Hiroki que desenvolve sentimentos por ele, mas não tem conhecimento de sua orientação sexual.

## Publicação
A série é escrita e ilustrada por Okura. Inicialmente, foi serializada no Twitter de novembro de 2018 a dezembro de 2022. Posteriormente, começou a ser serializada no serviço Gangan Pixiv em 16 de agosto de 2019, com novos capítulos adicionados entre os originais. A Square Enix compilou os capítulos em cinco volumes de tankōbon, lançados de 22 de agosto de 2019 a 21 de fevereiro de 2023.
Em 28 de dezembro de 2023, a Panini Group anunciou o lançamento da série no Brasil.

### Lista de volumes
| N.º | Original                | Original          | Português          | Português         |
| N.º | Data de lançamento      | ISBN              | Data de lançamento | ISBN              |
| --- | ----------------------- | ----------------- | ------------------ | ----------------- |
| 1   | 22 de agosto de 2019    | 978-4-75-756233-2 | Abril de 2024      | 978-65-259-1955-3 |
| 2   | 21 de março de 2020     | 978-4-75-756585-2 | Maio de 2024       | 978-65-259-1884-6 |
| 3   | 21 de novembro de 2020  | 978-4-75-756943-0 | Junho de 2024      | 978-65-259-1717-7 |
| 4   | 22 de novembro de 2021  | 978-4-75-757580-6 | Julho de 2024      | 978-65-259-1588-3 |
| 5   | 21 de fevereiro de 2023 | 978-4-75-758413-6 | Agosto de 2024     | 978-65-259-1480-0 |

## Recepção
Ash Brown, do Manga Bookshelf, elogiou o primeiro volume, chamando-o de "um verdadeiro deleite". Danica Davidson, da Otaku USA, também elogiou o primeiro volume, descrevendo-o como "cativante". Lynzee Loveridge, da Anime News Network, deu ao primeiro volume a classificação A, elogiando os personagens, enredo e arte. Sarah, do Anime UK News, também elogiou o primeiro volume, afirmando que ele "oferece uma leitura envolvente e reconfortante". Assim como os críticos anteriores, Takato, do Manga News, elogiou tanto o enredo quanto a arte.